# Natja

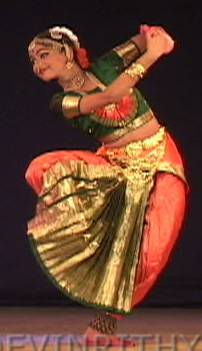
Bharatanatjam

Natja – indyjski taniec teatralny obejmujący skodyfikowany system pozycji ciała i gestów rąk i palców.